# Przedstawicielstwo Rosyjskie (Serbia)
Przedstawicielstwo Rosyjskie (niem. Russische Vertrauenstelle) – organ okupacyjny w Jugosławii zajmujący się sprawami białej emigracji rosyjskiej podczas II wojny światowej
Wkrótce po zajęciu Jugosławii przez wojska niemieckie w poł. kwietnia 1941 r., okupanci na miejsce przedwojennej Komisji do Spraw Emigracji Rosyjskiej w Serbii utworzyli Russische Vertrauenstelle. Było też nazywane Biurem do Spraw Uchodźców Rosyjskich, Biurem do Spraw Interesów Emigrantów Rosyjskich lub po prostu Rosyjskim Biurem. Zapewniało ono Niemcom kontrolę nad białą emigracją rosyjską na terytorium Serbii. Na czele Biura stanął gen. Michaił F. Skorodumow. Głównymi zadaniami stało się zorganizowanie dla emigrantów pracy i żywności, a także ochrona przed nasilającymi się ataki komunistycznych partyzantów. Na pocz. sierpnia 1941 r. gen. M.F. Skorodumow zwrócił się o pomoc do kolaboracyjnych władz serbskich gen. Milana Nedicia, ale bez skutku. W tej sytuacji próbował uzyskać broń od Dimitrije Loticia, który zajmował się formowaniem Serbskiego Korpusu Ochotniczego. Jednakże Serbowie otrzymali jej zbyt mało, aby przekazać część Rosjanom. Ostatecznie gen. M.F. Skorodumow wystąpił do Niemców, ale ci kazali mu wydać rozkaz wstępowania emigrantów do niemieckich sił zbrojnych. W wyniku pertraktacji wynegocjowano sformowanie Rosyjskiego Korpusu Ochronnego pod dowództwem gen. M.F. Skorodumowa. Niemcy jednak zmienili zdanie, aresztując go. Korpus był jednak nadal tworzony. Nowym kierownikiem Russische Vertrauenstelle został gen. Władimir W. Krejter. Biuro zaprzestało działalności we wrześniu 1944 r. z powodu sowieckiej ofensywy.